# Kolonia Gozdów
Kolonia Gozdów (dawn. Gozdów-Kolonia) – część wsi Gozdów w Polsce położona w województwie lubelskim, w powiecie hrubieszowskim, w gminie Werbkowice.